# Alvaro Velasco
Alvaro Velasco Roca (1981) is een Spaanse professional golfer.

## Amateur
Alvaro Velasco zat van 2000 - 2005 in het nationale selectie.

#### Gewonnen
- 2005: Nationaal Kampioenschap Strokeplay

## Professional
In 2005 werd Velasco professional. In 2007 had hij een goed jaar op de Challenge Tour waar hij 24 toernooien speelde en slechts driemaal de cut miste. Hij eindigde op de 17de plaats op de rangorde en ging automatisch naar de Europese Tour (ET). 
In zijn eerste seizoen op de Europese Tour kwam hij viermaal in de top-10, maar in 2010 was hij weer terug op de Challenge Tour. In 2010 behaalde hij daar twee overwinningen en eindigde op de eerste plaats van de Order of Merit. In 2011 was hij dus weer terug op de Europese Tour.

#### Gewonnen
EPD Tour
- Oliva Nova Classic

Challenge Tour
- 2010: Spaans Challenge Open, Kazakhstan Open